# FC Fassell
Der Football Club Fassell (seit 2024/25) oder Football Club Muscat Kallon-Liberia ist ein liberianischer Fußballverein. Beheimatet ist der Verein in Paynesville im Montserrado County. Aktuell spielt der Verein in der ersten Liga des Landes, der First Division.

## Stadion
Der Verein trägt seine Heimspiele im Antoinette Tubman Stadium in Monrovia aus. Das Stadion hat ein Fassungsvermögen von 10.000 Personen. Eigentümer der Sportanlage ist die Liberia Football Association.